# قانون ایمنی و بهداشت حرفه‌ای

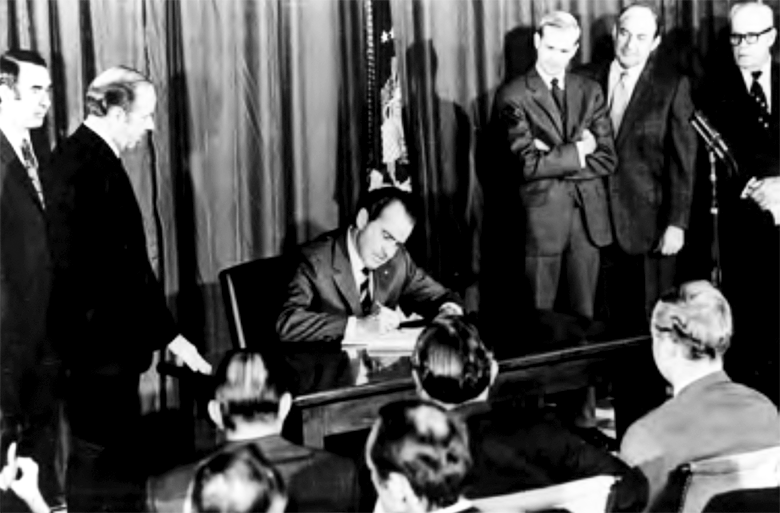
رئیس جمهور نیکسون در حال امضای قانون ایمنی و بهداشت شغلی سال 1970

قانون ایمنی و بهداشت حرفه‌ای مصوب سال ۱۹۷۰ یک قانون کار در ایالات متحده است که قوانین فدرال بهداشت و ایمنی شغلی در بخش خصوصی و دولت فدرال در ایالات متحده را در بر می‌گیرد. این قانون در سال ۱۹۷۰ توسط کنگره تصویب شد و در ۲۹ دسامبر ۱۹۷۰ به امضای رئیس‌جمهور ریچارد نیکسون رسید. هدف اصلی آن این است که اطمینان حاصل شود که کارفرمایان کارکنان را در محیطی بدون خطراتی مانند قرار گرفتن در معرض مواد شیمیایی سمی، سر و صدای زیاد، خطرات مکانیکی، تنش گرما یا سرما، یا شرایط غیر بهداشتی، به کار می‌گیرند. این قانون، اداره ایمنی و بهداشت حرفه‌ای و مؤسسه ملی ایمنی و بهداشت حرفه‌ای را به تأسیس رساند.
این قانون را می‌توان در کد ایالات متحده در بخش ۲۹، فصل ۱۵ یافت.